# Tula Point
Der Tula Point ist eine Landspitze, die das nordöstliche Ende der Renaud-Insel im Archipel der Biscoe-Inseln westlich der Antarktischen Halbinsel.
Die Biscoe-Inseln wurden 1832 von einer britischen Expedition (1830–1832) unter John Biscoe entdeckt und bei der Vierten (1903–1905) und Fünften Französischen Antarktisexpedition (1908–1910) unter Jean-Baptiste Charcot kartiert. Die Renaud-Insel war Gegenstand von Vermessungsarbeiten der British Graham Land Expedition (1934–1937) unter John Rymill. Das UK Antarctic Place-Names Committee benannte die Landspitze 1953 nach der Brigg Tula, einem der beiden Schiffe bei Biscoes Forschungsfahrt.